# Карло Формоза
Карло Формоза (італ. Carlo Formosa) (нар. 28 березня 1963, Рим, Італія) — італійський дипломат. Надзвичайний і Повноважний Посол Італії в Україні (з 2024).

## Життєпис
Народився 28 березня 1963 року в Римі. Закінчив Вільний Міжнародний університет Соціальних Досліджень ім. Гвідо Карлі (LUISS) за спеціальністю «Політологія».
З 1992 року на дипломатичній роботі в Генеральному управлінні з економічних питань МЗС Італії, де займався питаннями, країн Східної Європи, Центральної Азії.
З 1995 року працює спочатку в Посольстві Італії в Ханої (В'єтнам), згодом — в Посольстві Італії в Тегерані (Іран).
У листопаді 2001 року очолює італійську дипломатичну делегацію в Кабулі для підготовки та проведення першого офіційного візиту італійського уряду до Афганістану після падіння режиму талібів.
З 2003 року, очолює Секретаріат Генеральної Дирекції з питань Середземномор'я та країн Середнього Сходу МЗС Італії, згодом на посаді директора Департаменту у справах країн Близького Сходу та мирного процесу, зокрема бере участь в організації Римської міжнародної конференції 2006 року, яка переглянула мандат UNIFIL з метою подолання воєнних дій в Лівані.
З 2009 року координує політичні питання Постійного представництва Італії в ООН у Нью-Йорку в період надзвичайної активності ООН щодо основних міжнародних кризових ситуацій.
З 2013 року керівник Секретаріату заступника міністра закордонних справ Італії, а згодом — заступник генерального директора з питань національної системи країни та керівника Департаменту Інтернаціоналізації, де займається розробкою та запровадженням нової концепції інтегрованого просування, яка об'єднує під координацією Міністерства закордонних справ Італії всі компоненти італійської системи для підтримки процесу інтернаціоналізації італійських компаній.
З 2017 року виконує обов'язки виконавчого віцепрезидента та директора з міжнародних зв'язків в Leonardo S.p.A.
З 4 січня 2020 року по квітень 2024 року — Надзвичайний та Повноважний Посол Італії в Лісабоні (Португалія).
З 1 липня 2024 року — Надзвичайний та Повноважний Посол Італії в Києві (Україна).
3 липня 2024 року — вручив копії вірчих грамот заступнику міністра закордонних справ України Євгену Перебийносу.
16 серпня 2024 року — вручив вірчі грамоти Президенту України Володимиру Зеленському.

## Нагороди та відзнаки
- Офіцер ордена «За заслуги перед Італійською Республікою» (2009).
- Кавалер Великого Хреста ордена Інфанта Дона Енріке (2024).